# Церковь Вакунис
Вакунис (арм. Վակունիս ) — армянская церковь в селе Мирик Лачинского района Азербайджана.
С 1992 по 2020 год территория, на которой находится церковь, контролировалась непризнанной Нагорно-Карабахской Республикой.

## История
Расположена в исторической провинции Армении Сюник[страница не указана 684 дня], в 46 километрах к северу от райцентра Лачин, в бывшем армянском селении Шалва, жители которого покинули село в XVIII веке во время русско-персидских войн. Обосновавшиеся на их месте курды использовали церковь в хозяйственных целях. Церковь построена в XVII веке в период армянского Кашатагского меликства.

## Архитектура
Церковь построена из местного необработанного камня с использованием известкового раствора. Здание представляет собой однонефную базилику с прямоугольной абсидой в восточной части и двумя ризницами по обе ее стороны. Внешние размеры здания — 11,70 на 8,20 м.
Полуцилиндрический свод образовал арку, опиравшуюся на два пилястра — южной и северных стен. Единственный вход — в западной части. Он имеет вид стрельчатой арки, окаймленной старыми хачкарами и надгробиями . В северной стене у ризницы расположена каменная купель стрельчатой формы. Хачкары и нагробные плиты были использованы также для оформления входа в ризницы. В церкви имеются три окна, которые приходятся на восточную стену алтарной части и ризниц.
В стены встроены многочисленные хачкары и надгробные плиты XIII—XVII веков. На трех из них имеются надписи на староармянском языке. В западной части церкви сохранились следы гораздо ранней постройки из тесаных камней. Вокруг постройки некогда простиралось армянское кладбище того же периода, от которого осталось несколько надгробий и хачкаров .